# Harpactea yanardagi
Espèce
Harpactea yanardagi est une espèce d'araignées aranéomorphes de la famille des Dysderidae.

## Distribution
Cette espèce est endémique de la province d'Antalya en Turquie,. Elle se rencontre vers Döşemealtı.

## Description
Le mâle holotype mesure 6,20 mm et la femelle paratype 6,70 mm.

## Systématique et taxinomie
Cette espèce a été décrite par Kunt & Özkütük en 2023.

## Étymologie
Cette espèce est nommée en l'honneur de Seydi Battal Yanardağ.

## Publication originale
- Kunt & Özkütük, 2023 : « New data on the Harpacteinae of Turkey (Araneae, Dysderidae). » Zootaxa, no 5375(3), p. 379-408.